# Domini (matemàtiques)
En matemàtiques, el domini d'una funció matemàtica {\displaystyle \,f:X\to Y} és el conjunt dels valors de {\displaystyle \,X} pels quals la funció està definida. Es representa com {\displaystyle \,D_{f}} o {\displaystyle \operatorname {dom} (f)} i es defineix formalment com:

{\displaystyle D_{f}=\;\left\{x\in X\mid \exists y\in Y:f(x)=y\right\}}

El conjunt {\displaystyle \,X} és el domini de definició de {\displaystyle \,f}. Direm domini de definició d'una funció al conjunt d'existència de l'esmentada funció, és a dir, els valors per als quals la funció està definida. El conjunt {\displaystyle \,Y} és el codomini de {\displaystyle \,f}.

## Propietats
Donades dues funcions reals 
{\displaystyle f\colon X_{1}\to \mathbb {R} \,\qquad {\mbox{i}}\quad g\colon X_{2}\to \mathbb {R} \,}
Es tenen les següents propietats:
1. {\displaystyle D_{f+g}=X_{1}\cap X_{2}}
2. {\displaystyle D_{f-g}=X_{1}\cap X_{2}}
3. {\displaystyle D_{f\cdot g}\ =X_{1}\cap X_{2}}
4. {\displaystyle D_{f/g}=\{x\in X_{1}\cap X_{2}\mid g(x)\neq 0\}}

## Exemples
Alguns dominis de funcions reals de variable real:
{\displaystyle f(x)=x^{2}}. El domini d'aquesta funció és {\displaystyle \mathbb {R} }.
{\displaystyle f(x)={\frac {1}{x}}}. El domini d'aquesta funció és {\displaystyle \mathbb {R} \setminus \lbrace 0\rbrace }.
{\displaystyle f(x)=\log(x)\,\!}. El domini d'aquesta funció és {\displaystyle \left]0,+\infty \right[}.
{\displaystyle f(x)={\sqrt {x}}}. El domini d'aquesta funció és {\displaystyle \left\lbrack 0,{+}\infty \right[}.

## Anàlisi de reals i complexes
En l'anàlisi real i complex, el domini és un subconjunt obert connexió d'un espai vectorial real i complex. En les equacions en derivades, un domini és un subconjunt obert connectat per l'espai euclidià {\displaystyle \mathbb {R} ^{n}}, on es planteja el problema p.e. on la funció es defineix com desconeguda.